# أرنولد
أرنولد (بالإنجليزية: Arnold, Pennsylvania)‏ هي مدينة تقع في مقاطعة ويستمورلاند (بنسيلفانيا) بولاية بنسيلفانيا في الولايات المتحدة. تبلغ مساحة هذه المدينة 2 (كم²)، وبلغ عدد سكانها 5,157 نسمة في عام 2010 حسب إحصاء مكتب تعداد الولايات المتحدة.

## الموقع الجغرافي
الموقع الجغرافي للمناطق المحيطة بهذه النقطة هو كالتالي:

## أعلام
- بيل كالب
- جوني كوستا

## وصلات خارجية
- Arnold
- The US50 - Cities and Towns in Pennsylvania State

قالب:مدن بنسيلفانيا